# Le Bout du Monde
Pour les articles homonymes, voir Bout du monde.
Le Bout du Monde est un cirque naturel de type glaciaire situé dans le massif du Giffre, dans les Alpes, sur la commune de Sixt-Fer-à-Cheval, en Haute-Savoie. Il se trouve à proximité du cirque du Fer-à-Cheval et comporte de nombreuses cascades, notamment à la fonte des neiges au printemps, et constituant les sources du Giffre. Ce site est inscrit au patrimoine naturel.

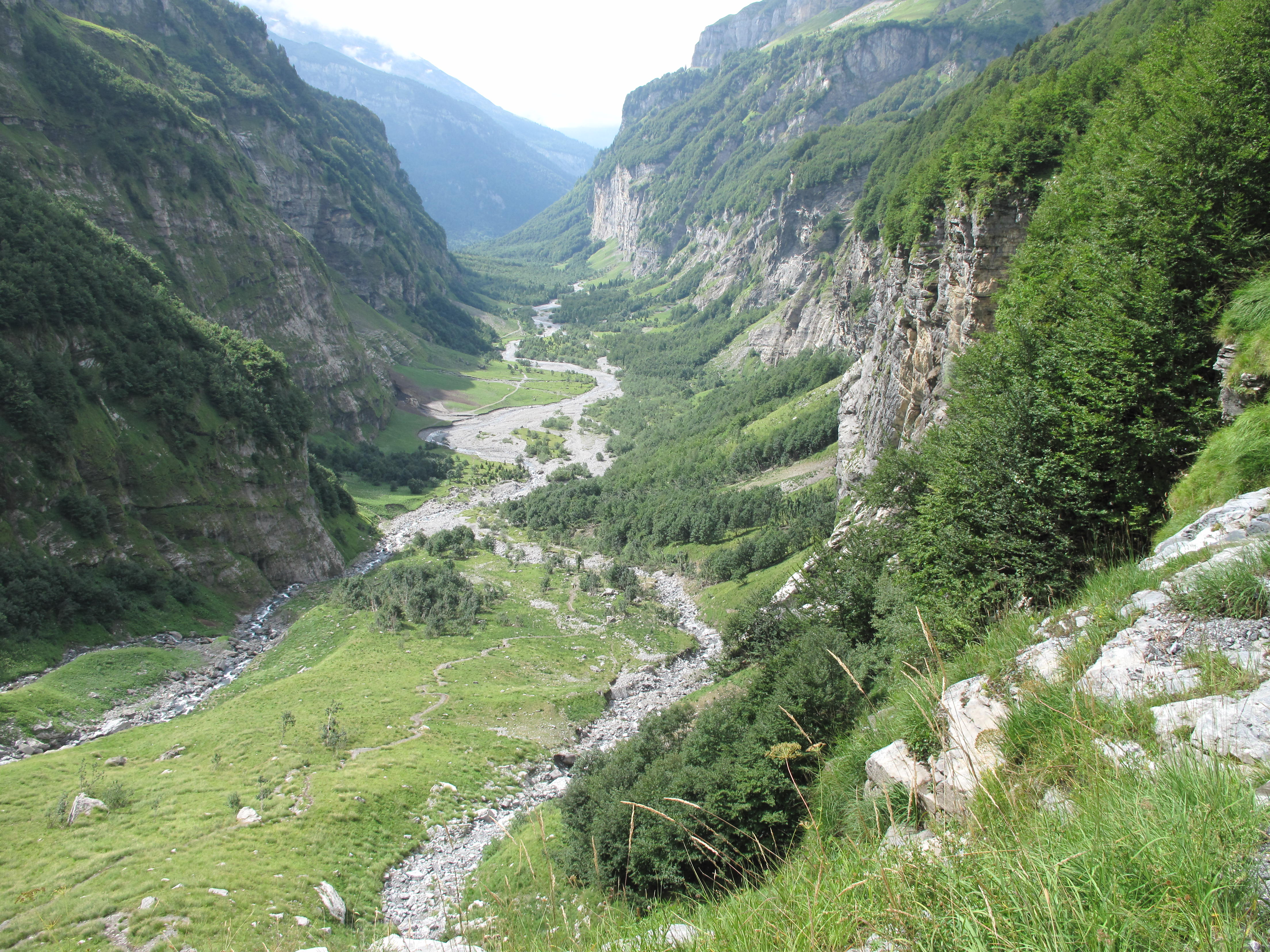
Vue de la vallée du Giffre depuis les hauteurs du Bout du Monde.

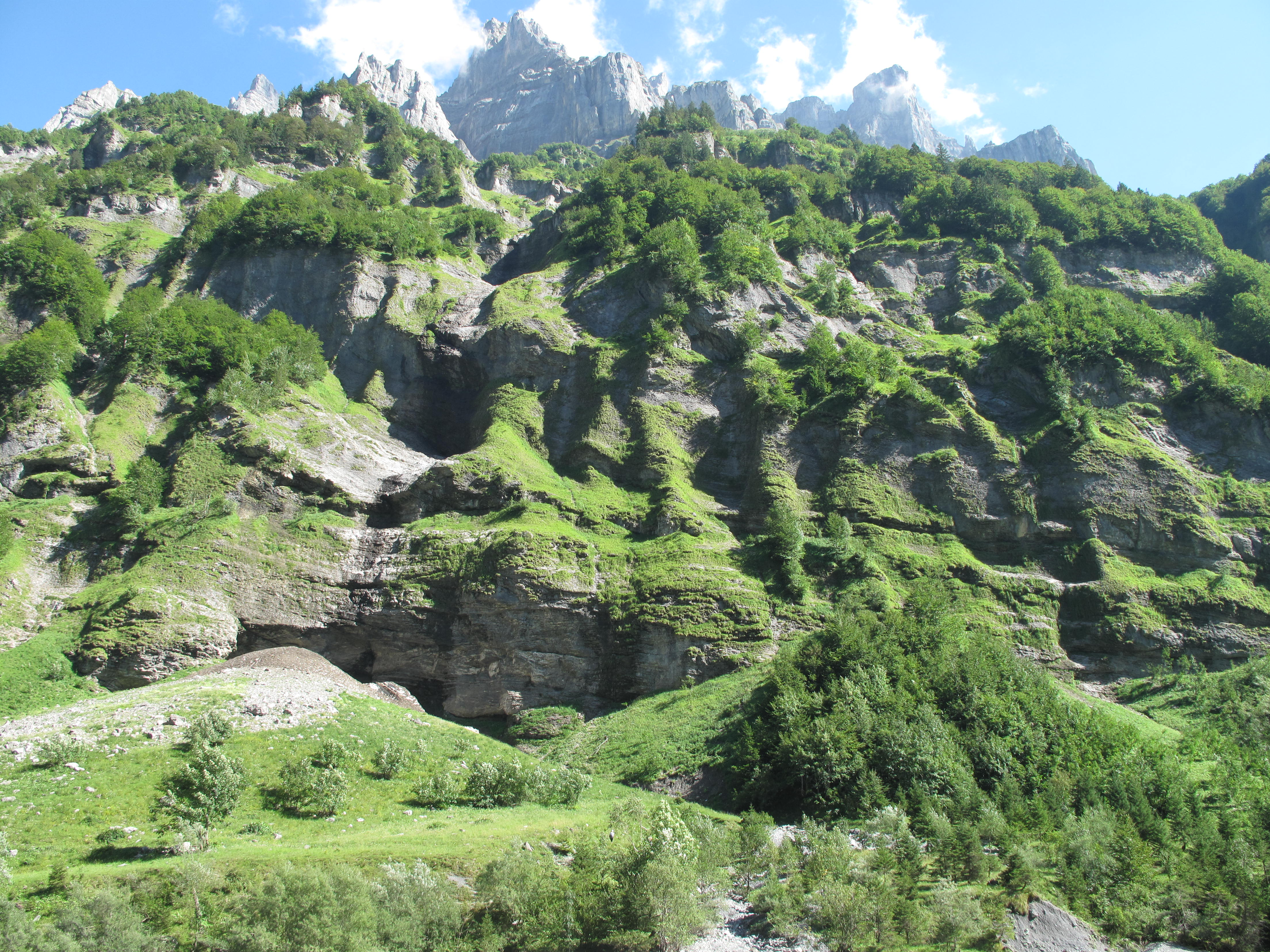
Vue en contreplongée de la tour de Prazon.